# Joop Munsterman
Johan Valentijn (Joop) Munsterman (Enschede, 28 maart 1951) is een voormalig Nederlands sportbestuurder en topfunctionaris. Van 2004 tot 2015 was hij voorzitter van FC Twente. Munsterman maakte carrière in de krantenwereld en was van juli 2008 tot oktober 2010 voorzitter van de raad van bestuur en CEO van Koninklijke Wegener NV.

## Loopbaan

### Wegener
Munsterman trad in 1967 als schoonmaker in dienst van Dagblad Tubantia. Uiteindelijk wist hij zich op te werken tot directeur van Tubantia en de Oostelijke weekbladpers. Beide uitgevers waren op dat moment reeds in handen van Wegener. Hij maakte van Tubantia een ochtendkrant en reorganiseerde het bedrijf. Later werd hij door Wegener ingezet als directeur van de huis-aan-huisbladendivisie.
In mei 2008 werd Munsterman waarnemend CEO van Wegener. De Britse investeringsmaatschappij Mecom, eigenaar van Wegener, maakte op 27 juni 2008 bekend dat Munsterman tot CEO en voorzitter van de raad van bestuur werd benoemd. Deze aanstelling leidde tot het opstappen van commissarissen Han Noten en Jaap Vink, die Munsterman niet in staat achtten om bij een aangekondigde reorganisatie mensen te binden. Op 5 oktober 2010 meldt TC Tubantia het vertrek van Munsterman bij Wegener als CEO.

### FC Twente
In 2004 startte Munsterman als voorzitter van voetbalclub FC Twente. In deze functie volgde hij Herman Wessels op. In de jaren daarvoor maakte hij al deel uit van het bestuur van de club. In deze periode maakte hij het bijna-faillissement van FC Twente mee. Als voorzitter was Munsterman verantwoordelijk voor "FC Twente in de steigers", een opbouwplan dat de club uit de financiële en sportieve problemen moest halen. Toen het plan gerealiseerd was kwam hij met plan "FC Twente, meer dan een passend (t)huis", waarin onder andere de uitbreiding van De Grolsch Veste werd gerealiseerd. In 2010 kwam hij met de titel die het vervolg van het beleid aankondigde: "Working on a dream". Hij zorgde er daarnaast onder andere voor dat achtereenvolgens de trainers Fred Rutten (in 2006) en Steve McClaren (in 2008) werden aangesteld, wat uiteindelijk tot de landstitel heeft geleid op 2 mei 2010, voor het eerst in het bestaan van FC Twente.
Op 20 januari 2015 kondigde Munsterman aan het eind van het seizoen 2014-2015 te stoppen als voorzitter van de Enschedese club. In de maanden na zijn aangekondigde vertrek werd duidelijk dat FC Twente in financiële problemen zat. Op 1 april 2015 besloot Munsterman vrijwillig voortijdig zijn functie neer te leggen. Intern deed FC Twente onderzoek naar constructies van Munsterman om spelers als Felipe Gutiérrez te halen. De club stelde Munsterman en andere oud-bestuurders persoonlijk aansprakelijk voor de schade die de club door deze constructies zou kunnen lijden. In mei 2016 leidde het bestuurlijk wanbeheer bij FC Twente tot het voorgenomen besluit van de KNVB om de club uit de Eredivisie te verwijderen.
Munsterman was tot begin mei 2016 23 jaar lang voorzitter van de amateurclub vv ATC '65 uit Hengelo. Hij moest zijn voorzitterschap opgeven nadat hij zijn KNVB-lidmaatschap opzegde. De KNVB staat namelijk niet toe dat iemand een bestuursfunctie bij een Nederlandse voetbalclub heeft zonder lid te zijn van de KNVB. Op 9 april 2017 kwam het boek "Rood Bloed" van Frank Krake uit, waarin Munsterman terugblikt op zijn voorzitterschap bij FC Twente en zijn kant van het verhaal vertelt.